# رستگاری (نام خانوادگی)
رستگاری نام خانوادگی افراد زیر است
- هاشم رستگاری
- محمد رستگاری
- حسن رستگاری مجد
- مصطفی رستگاری